# اعدام بهمن ورمزیار
بهمن ورمزیار (زاده ۲۹ بهمن ۱۳۶۹ - درگذشته ۲۹ فروردین ۱۳۹۷) آرایشگر و مربی باشگاه ورزشی در همدان بود که در ۱۱ فروردین ۱۳۹۴ همراه با مهدی چراغی و چند تن دیگر اقدام به سرقت مسلحانه از یک طلافروشی در محله حصار همدان کرده بود. وی ۱۸ روز پس از ارتکاب جرم، خود را به پلیس تسلیم کرده و با ابراز پشیمانی از اقدام خود، اموال مسروقه را به صاحبش بازگردانده بود. وی صبح روز چهارشنبه ۲۹ فروردین سال ۱۳۹۷، با یک روز تأخیر به دلیل اشکالات قضایی در پرونده، به جرم «محاربه از طریق اقدام به سرقت مسلحانه و استعمال مواد مخدر» در زندان همدان اعدام شد.
گفته می‌شود برخی از مراجع تقلید در قم، از جمله مکارم شیرازی، جعفر سبحانی و صافی گلپایگانی در پاسخ به استفتای خانواده وی گفته بودند «اعدام این فرد که توبه کرده و سابقه هم ندارد، لازم نیست».

## شایعه لغو اجرای حکم
یک هفته پیش از اجرای حکم فیلمی از استمداد مادر او منتشر شده بود که خواستار تجدیدنظر دربارهٔ حکم پسرش شده بود و در روز سه شنبه ۲۸ فروردین سال ۱۳۹۷، مادر بهمن با انتشار ویدیوئی خبر از لغو اجرای حکم پسرش را داد. انتشار این خبر باعث خوشحالی بسیاری از کاربران در شبکه‌های اجتماعی شد. مادر وی با انتشار یک ویدیوی دیگر در فضای مجازی ادعا کرده بود علی خامنه‌ای، رهبر جمهوری اسلامی دستور توقف اجرای حکم اعدام را صادر کرده‌است.
بنا به گفتهٔ کامران حمزه، دادستان استان همدان، به دلیل یک «مشکل قضایی» موقتاً اجرای حکم متوقف شده بود.

## واکنش‌ها به اجرای حکم اعدام
اجرای حکم اعدام بهمن ورمزیار واکنش‌های کاربران شبکه‌های اجتماعی، هنرمندان و فعالان مدنی را به همراه داشت. شیوا نظرآهاری، پرویز پرستویی و مهسا امرآبادی ضمن انتقاد از این حادثه از تعویق مجازات اختلاس کنندگان، پولشویان و افرادی چون سعید مرتضوی که از مجازات فرار کرده اند ابراز ناخشنودی کردند.

## سرانجام همدستان
ورمزیار و چراغی هر دو در این پرونده به اعدام محکوم شده بودند که حکم ورمزیار در تاریخ ۲۹ فروردین ۱۳۹۷ اجرا شد. «مهدی چراغی فر» نیز که به جرم «محاربه از طریق سرقت مسلحانه» به اعدام محکوم شده بود صبح روز پنجشنبه دوم خرداد ۱۳۹۸ در بلوار آیت الله نجفی شهر همدان به دار آویخته شد.